# Vaughan Bank
Koordinaten: 67° 37′ S, 163° 30′ O
Die Vaughan Bank (englisch) ist eine Bank in der antarktischen Somow-See. Sie liegt vor der Oates-Küste des Viktorialands bzw. westlich der Balleny-Inseln.
Namensgeber der seit April 1980 vom US-amerikanischen Advisory Committee on Undersea Features (ACUF) anerkannten Benennung ist Vie John Vaughan (1917–1977), Kommandant der Glacier bei einer US-amerikanisch-neuseeländischen Expedition zu den Balleny-Inseln.